# Lassi Etelätalo
Lassi Etelätalo (Joensuu, 30 aprile 1988) è un giavellottista finlandese.

## Biografia
Ha preso parte agli europei di Zurigo 2014, terminando ai piedi del podio con la misura di 83,16 metri, alle spalle del connazionale Antti Ruuskanen (88,01 m, sua miglior prestazione personale), del ceco Vítězslav Veselý (84,79 m) e dell'altro connazionale Tero Pitkämäki (84,40 m).
Ai mondiali di Doha 2019 ha ottenuto il quarto posto, realizzando la misura di 82,49 metri, dietro al grenadino Anderson Peters (86,89 m), all'estone Magnus Kirt (86,21 m) ed al tedesco Johannes Vetter (85,37 m).
Ha rappresentato la Svezia ai Giochi olimpici estivi di Tokyo 2020, classificandosi 8º nel lancio del giavellotto.

## Palmarès
| Anno | Manifestazione  | Sede     | Evento                 | Risultato | Prestazione | Note                                     |
| ---- | --------------- | -------- | ---------------------- | --------- | ----------- | ---------------------------------------- |
| 2007 | Europei U20     | Hengelo  | Lancio del giavellotto | 15º (q)   | 66,88 m     |                                          |
| 2009 | Europei U23     | Kaunas   | Lancio del giavellotto | 9º        | 75,21 m     |                                          |
| 2014 | Europei         | Zurigo   | Lancio del giavellotto | 4º        | 83,16 m     |                                          |
| 2019 | Mondiali        | Doha     | Lancio del giavellotto | 4º        | 82,49 m     |                                          |
| 2021 | Giochi olimpici | Tokyo    | Lancio del giavellotto | 8º        | 83,28 m     |                                          |
| 2022 | Mondiali        | Eugene   | Lancio del giavellotto | 6º        | 82,70 m     | Miglior prestazione personale stagionale |
| 2022 | Europei         | Monaco   | Lancio del giavellotto | Bronzo    | 86,44 m     | Miglior prestazione personale            |
| 2023 | Mondiali        | Budapest | Lancio del giavellotto | 18º (q)   | 78,19 m     |                                          |
| 2024 | Europei         | Roma     | Lancio del giavellotto | 6º        | 82,80 m     | Miglior prestazione personale stagionale |
| 2024 | Giochi olimpici | Parigi   | Lancio del giavellotto | 8º        | 84,58 m     |                                          |

## Altre competizioni internazionali
2012
- 5º all'Herculis ( Monaco), lancio del giavellotto - 76,70 m

2014
- 8º al Weltklasse Zürich ( Zurigo), lancio del giavellotto - 80,36 m